# Вільям Гералд
Вільям Гералд (англ. William Herald, 28 квітня 1900 — 13 лютого 1976) — австралійський плавець.
Призер Олімпійських Ігор 1920 року.